# Peter Swärdh
Rolf Peter Swärdh (Hässleholm, 27 febbraio 1965) è un allenatore di calcio ed ex calciatore svedese, di ruolo difensore.

## Carriera

### Giocatore
La sua carriera da calciatore si è sviluppata interamente all'IFK Hässleholm, squadra in cui esordì nel 1982 all'età di 17 anni, per appendere gli scarpini al chiodo nel 1991. Il massimo livello raggiunto è stata la seconda serie nazionale, nei campionati 1987 e 1988.

### Allenatore
Sin da giovanissimo, all'attività di giocatore ha affiancato quella di allenatore. A 18 anni era allenatore delle giovanili dell'IFK Hässleholm, la squadra dove appunto militava. Nel 1993 è diventato assistente in prima squadra, come vice di Anders Linderoth prima e di Bo Augustsson poi. Con l'esonero a campionato in corso di Augustsson, Swärdh è stato promosso ad allenatore capo, mantenendo quel ruolo fino al 1998 (fatale fu una sconfitta per 4-0 sul campo dell'Åtvidaberg).
Dopo una parentesi all'Högaborg, Swärdh è passato all'Helsingborg, partendo dalle giovanili anche in questo caso e assumendo la guida della prima squadra nell'agosto 2002 a seguito dell'esonero di Sören Cratz. L'avventura di Swärdh all'Helsingborg finirà nel maggio 2006, complici i risultati in avvio di campionato giudicati deludenti.
Nel biennio 2007-2008 scende in Superettan per allenare l'Åtvidaberg, ottenendo due sesti posti. Quindi è passato al Mjällby, dove ha vinto il campionato e riportato in Allsvenskan la formazione giallonera a 17 anni dall'ultima apparizione.
Tra il 2013 e il 2014 ha avuto un secondo biennio all'Åtvidaberg chiudendo in entrambi i casi all'ottavo posto in Allsvenskan, ma al termine della seconda stagione ha esercitato l'opzione di uscita dal contratto per approdare al Kalmar dove ha ritrovato Thomas Andersson Borstam, direttore sportivo con cui aveva già lavorato ai tempi del Mjällby. Il momentaneo terzultimo posto in classifica nella pausa estiva del campionato di Allsvenskan 2017 gli è costato l'esonero.
Nel gennaio 2019, a pochi giorni dall'inizio del precampionato, è tornato ad allenare con la chiamata del Trelleborg, squadra che veniva da una retrocessione dall'Allsvenskan alla Superettan. Al tempo stesso ha anche assunto il ruolo di direttore sportivo oltre a quello di allenatore. Non è riuscito tuttavia a terminare la stagione, essendo stato esonerato il 21 ottobre a due partite dalla fine a causa dei risultati giudicati scarsi, con la squadra che stava occupando l'11ª posizione in classifica.
Nel gennaio del 2021 è tornato al Kalmar, non più con il ruolo di allenatore bensì con quello di osservatore.

## Palmarès

### Allenatore

#### Competizioni nazionali
- Coppa di Svezia: 1

Helsingborg: 2006
- Superettan: 1

Mjällby: 2009